# Elektrická kapacita
Elektrická kapacita je fyzikální veličina, vyjadřující schopnost vodiče uchovat elektrický náboj. Čím větší kapacita, tím větší množství náboje může být ve vodiči.
Přestože je elektrická kapacita obecně vlastností každého vodiče, využívá se především u kondenzátorů, pro něž je kapacita definována jako množství náboje mezi deskami kondenzátoru o jednotkovém elektrickém napětí (1 V).
Značka: {\displaystyle C\,\!}
Jednotka SI: farad, značka {\displaystyle \mathrm {F} }
Kapacity kondenzátorů dosahují běžně hodnot v pF, proto je možné setkat se s hodnotami např. 3k3 = 3300 pF = 3,3 nF.

## Výpočet
Izolované vodivé těleso s nábojem {\displaystyle Q} vytváří v okolí potenciál {\displaystyle \varphi }. Pokud dojde ke změně náboje tělesa na {\displaystyle Q^{\prime }=kQ}, kde {\displaystyle k} je konstanta, změní se také potenciál na {\displaystyle \varphi ^{\prime }=k\varphi }. Bude tedy platit:
{\displaystyle {\frac {Q^{\prime }}{\varphi ^{\prime }(\mathbf {r} )}}={\frac {Q}{\varphi (\mathbf {r} )}}=k}.
Poměr velikosti náboje tělesa a hodnoty potenciálu v určitém bodě tedy závisí pouze na geometrickém uspořádání tělesa. Je-li {\displaystyle \varphi _{0}} hodnota potenciálu na povrchu tělesa s nábojem {\displaystyle Q}, pak platí:
{\displaystyle C={\frac {Q}{\varphi _{0}}}},
kde {\displaystyle C} se nazývá elektrická kapacita.

## Vlastnosti
Elektrická kapacita je závislá na tvaru a velikosti a materiálu (dielektrika) tělesa. Kapacita osamoceného vodivého tělesa vyjadřuje schopnost tohoto tělesa shromažďovat elektrický náboj. Těleso s menší kapacitou bude daným nábojem přivedeno na vyšší potenciál než těleso s větší kapacitou (viz výpočet).

## Potenciálové, kapacitní a influenční koeficienty
Uvažujme dvě vodivá tělesa, z nichž jedno je nabité s nábojem {\displaystyle Q_{1}\neq 0} a druhé je nenabité, tj. {\displaystyle Q_{2}=0}. Pokud by první těleso bylo v prostoru samo, potom by platilo {\displaystyle Q_{1}=C_{01}\varphi _{01}^{(0)}}, kde {\displaystyle C_{01}} je jeho kapacita a {\displaystyle \varphi _{01}^{(0)}} je jeho potenciál. Pokud nyní druhé, původně nenabité těleso, umístíme v dosahu působení elektrických sil prvního tělesa, pak se na druhém tělese objeví indukovaný náboj, který se rozdělí po jeho povrchu. To má ovšem zpětně vliv na rozdělení náboje {\displaystyle Q_{1}} na povrchu prvního tělesa tak, aby byl zachován konstantní potenciál obou těles. Dojde tak ke změně potenciálů obou těles na {\displaystyle \varphi _{01}^{(1)}} a {\displaystyle \varphi _{02}^{(1)}}.

### Potenciálové koeficienty
Jestliže na prvním tělese dojde ke změně náboje {\displaystyle Q_{1}} na hodnotu {\displaystyle Q_{1}^{\prime }=kQ_{1}}, získáme na tělesech potenciály {\displaystyle k\varphi _{01}^{(1)}} a {\displaystyle k\varphi _{02}^{(1)}}. Vzhledem k tomu, že danému rozložení náboje odpovídá určitý potenciál, musí existovat určité konstanty, které charakterizují vztah mezi potenciály a nábojem {\displaystyle Q_{1}}, přičemž tyto konstanty jsou závislé pouze na geometrickém uspořádání těles. Lze tedy psát:
{\displaystyle \varphi _{01}^{(1)}=B_{11}Q_{1}},
{\displaystyle \varphi _{02}^{(1)}=B_{21}Q_{1}},
kde {\displaystyle B_{11},B_{21}} jsou konstanty.
Použijeme-li stejnou úvahu pro případ {\displaystyle Q_{1}=0} a {\displaystyle Q_{2}\neq 0}, dostaneme obdobné konstanty, které popisují vztah mezi nábojem {\displaystyle Q_{2}} a potenciály {\displaystyle \varphi _{01}^{(2)}} a {\displaystyle \varphi _{02}^{(2)}}, tj.
{\displaystyle \varphi _{01}^{(2)}=B_{12}Q_{2}}
{\displaystyle \varphi _{02}^{(2)}=B_{22}Q_{2}}.
Superpozicí předchozích případů dostaneme zobecnění pro {\displaystyle Q_{1}\neq 0} a {\displaystyle Q_{2}\neq 0}, tj.
{\displaystyle \varphi _{01}=\varphi _{01}^{(1)}+\varphi _{01}^{(2)}=B_{11}Q_{1}+B_{12}Q_{2}}
{\displaystyle \varphi _{02}=\varphi _{02}^{(1)}+\varphi _{02}^{(2)}=B_{21}Q_{1}+B_{22}Q_{2}}.
Pro {\displaystyle n} těles, kde {\displaystyle i}-té těleso má náboj {\displaystyle Q_{i}} lze postupným opakováním předchozího postupu získat:
{\displaystyle \varphi _{0i}=\sum _{k=1}^{n}B_{ik}Q_{k}},
kde {\displaystyle \varphi _{0i}} označuje potenciál {\displaystyle i}-tého tělesa. Koeficienty {\displaystyle B_{ik}} se označují jako potenciálové koeficienty. Tyto koeficienty jsou určeny rozměry, tvarem a vzájemnými polohami všech vodivých těles.
Lze dokázat, že potenciálové koeficienty splňují podmínku:
{\displaystyle B_{ij}=B_{ji}},
tj. matice koeficientů {\displaystyle B_{ik}} je symetrická.

### Kapacitní a influenční koeficienty
Zápis {\displaystyle \varphi _{0i}=\sum _{k=1}^{n}B_{ik}Q_{k}} představuje soustavu {\displaystyle n} lineárních rovnic o {\displaystyle n} neznámých {\displaystyle Q_{i}}. Tato soustava má právě jedno řešení, pokud je determinant {\displaystyle B_{ij}} nenulový. Řešení této soustavy je pak možné zapsat jako
{\displaystyle Q_{i}=\sum _{k=1}^{n}C_{ik}\varphi _{0k}}
tj. matice koeficientů {\displaystyle C_{ik}} je také symetrická, diagonální prvky {\displaystyle C_{ii}} se nazývají kapacitní koeficienty a nediagonální prvky {\displaystyle C_{ik}} ({\displaystyle i\neq k}) se nazývají influenční koeficienty.
Kapacitní koeficient {\displaystyle C_{ii}} {\displaystyle i}-tého vodivého tělesa je odlišný od kapacity {\displaystyle C} osamoceného tělesa. Kapacita {\displaystyle C} je vždy kladná, neboť na osamoceném vodivém tělese vyvolá kladný náboj kladný potenciál a záporný náboj záporný potenciál. Vliv dalších vodivých těles má za následek pokles potenciálu na {\displaystyle i}-tém vodiči, což způsobí, že {\displaystyle C_{ii}>C}. Pokud se vliv okolních vodičů bude snižovat, budou se hodnoty {\displaystyle C_{ii}} a {\displaystyle C} k sobě blížit.
Ze skutečnosti, že kladně nabité vodivé těleso indukuje na bližší straně druhého vodivého tělesa záporný náboj lze odvodit, že influenční koeficienty jsou vždy záporné ({\displaystyle C_{ik}<0}), pokud se snižuje vliv {\displaystyle i}-tého vodiče na {\displaystyle k}-tý vodič, blíží se influenční koeficient nule ({\displaystyle C_{ik}\rightarrow 0}).
Influenční koeficient mezi dvěma vodiči, z nichž jeden zcela obklopuje druhý, bude roven kapacitě vnitřního vodiče s opačným znaménkem. Toto uspořádání je významné pro konstrukci kondenzátorů.